# Ернест Хофман
Ернест Карлович Хофман (на руски: Эрнест Карлович Гофман) е руски геолог, изследовател на Урал.

## Произход и образование (1801 – 1823)
Роден е на 8 януари 1801 година (стар стил) в Пайсту, Лифляндска губерния, Руска империя (днес Валга, Естония). Средно образование завършва в гимназията в град Дерпт (днес Тарту, Естония), а висше – в Тартуския университет.

## Експедиционна, научна и академична дейност (1823 – 1859)

### Участие в експедицията на Ото Коцебу (1823 – 1826)
През 1823 – 1826 г. участва в качеството си на геолог в околосветската експедиция на Ото Коцебу. Научните резултати от това плаване са публикувани от Хофман в Берлин през 1829 в статията „Geognostische Beobachtungen, angestelt auf einer Reise um die Welt, in den Jahren 1823 – 1826“ (1829).

### Изследване на Южен Урал (1828 – 1829)
През 1828 – 1829, заедно с геолога Григорий Петрович Хелмерсен, изследва Южен Урал между 51º и 56º с.ш., на протежение около 660 km. Открива три меридионално простиращи се хребети: западен – най-висок до 1200 м; среден – Уралтау (1068 м); източен – на север от Илменските планини, на юг – Джабик-Карагай. Между източния и средния хребет, на 51 – 55º с.ш. открива плоска равнина. В междуречието на реките Белая (от басейна на Кама) и Сакмара (от басейна на Урал) открива друга равнина (около 20 хил. km2), а на юг, покрай десния бряг на Урал – Губерлинските планини (около 100 км, 350 м). Между горните течения на реките Белая и Юрюзан (приток на Уфа) изследва планината Иремел (1582 м), хребетите Нари (1328 м) и Зигалга (1425 м) и масива Ямантау (1640 м). По този начин Хофман и Хелмерсен изработват, първата, естествено все още неточна, но в общи линии вярна орографска схема на Южен Урал.

### Академична и научна дейност (1833 – 1846)
От 1833 до 1836 чете лекции по геология и минералогия в Университета в Дерпт и получава магистърска степен за труда си „Геогностическое описание поездки в Або“ (Дерпт, 1837).
От 1837 до 1842 е професор в Киевския университет, като провежда полеви изследвания в Киевска, Подолска, Херсонска и Таврическа губернии и издава ръководство по ориктогнозия (част от минералогията, указваща начините за разпознаване на минералите по външни признаци) „Общая ориктогнозия, или учение о признаках минералов“ (Киев, 1840), $Analyse der Sodalit aus dem Ilmengebirge$ („Pogg.Ann“q 1839), $Geognostische Beschreibung der sudlichen Krimm" („Bull. de l'Acad“q 1840).
През 1843 г. изследва златните находища в Източен Сибир и отчета за това пътешествие („Reise nach dem Goldwaschen Ostsibiriens“) е отпечатан през 1847.
През 1844 г. провежда изследвания в долината на река Кеми във Финландия, като това изследване е описано в „Geognostische Beschreibung der Umgegend von Kemi und Torneo“ напечатан в „Leondrds Jahrb. für Miner“.
През 1845 г. Хофман е назначен за професор по минералогия в Петербургския университет и заема тази длъжност до 1863.

### Експедиция в Северен и Полярен Урал (1847 – 1850)
През 1847 – 1848 и 1850 г. възглавява експедиция в Северен и Полярен Урал. В състава ѝ влизат минният инженер Никифор Илич Стражевски, астрономът Мариан Албертович Ковалски и два топографа – Василий Герасимович Брагин и Дмитрий Филипович Юриев. В хребета Пай Хой експедицията открива връх Константинов Камен (492 м) и съставя карта на изследваните части на Урал.
През пролетта на 1847 г. отрядът се изкачва по река Печора до устието на левия ѝ приток река Уня, където се разделя на две групи. От юни до август Хофман и Брагин проследяват и картират реките Уня, Илич (411 km), Щугор (300 km) и Подчере – десни притоци на Печора и горното течение на Печора. Между Печора и Урал откриват редица ниски възвишения (между 61º 10` и 64º с.ш.) с обща дължина около 300 km. Нарича ги Висока Парма (522 м), Ъйджит Парма (693 м), Овин Парма (680 м) и др. Групата на Стражевски, заедно с Юриев изследва и картира Северен Урал между 62° и 64° с.ш. В изворите на река Щугор двете групи се събират, пресичат Урал, спускат се по река Сосва, достигат до Березов, а от там през Екатеринбург Хофман се завръща в Петербург.
През юни 1848 г. експедицията продължава изследването на Урал. Спуска се по Об до устието на Войкар, изкачва се по нея до изворите ѝ, пресича Урал по 66º с.ш. и се разделя отново на два отряда. Хофман продължава на север покрай западните му склонове, а Стражевски – на юг до 59° 30' с.ш. През август отрядът на Хофман достига до най-северния на Урал връх Константинов Камен, от където продължава на северозапад през редица хълмове под името Пай-Хой и достига до протока Югорски Шар. Изследва североизточните и югозападните склонове на Пай-Хой (дължина 230 km) и по реките Воркута (162 km) и Уса (663 km) се спуска до Печора. В средата на ноември, вече с шейни, групата се добира до река Мезен и през Архангелск се завръща в Петербург.
През лятото на 1850 се изкачва по река Колва (десен приток на Вишера, от басейна на Кама) и в изворната ѝ област открива възвишението Полюдов кряж (90 km, 329 м). От Колва преминава към Печора и по нея, река Щугор и притока ѝ Ъйджит Паток достига до възвишението Сабля (1425 м). Продължава на север и на 65º 30` с.ш. открива хребетите Западни Саледи (1182 м) и Обеиз (1108 м). На 66º с.ш. стига до река Харута и по нея и по реките Лемва и Уса се спуска до Печора, а през август се завръща в Чердин. През септември се изкачва по река Вишера и на 61º 30º с.ш. пресича Северен Урал от запад на изток, при което на 60º 30` с.ш. открива меридионалния хребет Кваркуш (1065 м) и се изкачва на връх Денежкин Камен (1493 м). Топографите на експедицията Брагин и Юриев, картират всички по-големи уралски притоци на Печора и нейното горно и средно течение и целия Урал от 60° 31' с.ш. до Карско море и възвишението Пай-Хой. Астрономът Ковалски съставя първата карта на Северен Урал, основана на непосредствените наблюдения на участниците в експедицията и определените от тях 16 астрономически пункта. Материалите от пътешествията през 1847 – 1848 и 1850 са издадени по названието „Северный Урал и береговой хребет Пай-Хой“ (т. 1 – 2, СПБ, 1853 – 56).

### Геоложки изследвания в Среден Урал (1853 – 1859)
От 1853 до 1859 г., в продължение на седем лета, Хофман извършва геоложки изследвания в Среден Урал, които изследвания му служат като материали за написването на капиталния му труд – „Геоложки карти на минните Уралски окръзи“. Картите се съпровождат с подробни геоложки описания на изследваните местности, отпечатани в „Горном Журнале“ (1865 – 1868), а след това през 1870 излизат в отделна книга под заглавието „Materialien zur Anfertigung geologischer Karten der Kaiserlichen Bergwerks-Distrikte des Ural-Gebirges“.

## Последни години (1860 – 1871)
Поради здравословни причини през 1863 г. Хофман напуска преподавателското място в Петербургския университет. До 1865 остава директор на Имперското минераложко дружество, след това се завръща в родния си град Дерпт, където умира на 23 май 1871 година (стар стил) на 70-годишна възраст.

## Памет
Неговото име носи ледник Хофман (64°47′ с. ш. 58°55′ и. д. / 64.783333° с. ш. 58.916667° и. д.), най-големия ледник в Приполярен Урал.